# 10415 Малий Лошинь
10415 Малий Лошинь (10415 Mali Lošinj) — астероїд головного поясу, відкритий 23 жовтня 1998 року.
Тіссеранів параметр щодо Юпітера — 3,208.